# 파트리크 모디아노
파트리크 모디아노(Patrick Modiano, 1945년 7월 30일 ~ )는 프랑스의 소설가이다. 1972년 자신이 쓴 소설 『Rue des boutiques obscures』로써 아카데미 프랑세즈상 소설 부문에서 그랑프리를 받았고 2014년 노벨 문학상을 받았다.

## 생애
유대계 이탈리아인인 아버지 장 파트리크 모디아노(Jean Patrick Modiano)와 벨기에인 배우인 어머니 루이자 콜페인(Louisa Colpijn) 사이에서 파리 근교인 불로뉴비양쿠르에서 태어났다. 모디아노의 부모는 제2차 세계 대전 동안 점령된 파리에서 만났고 semi-clandestinit에서 관계가 시작되었다. 모디아노의 어린 시절은 독특한 분위기에서 시작된다: 모디아노가 듣기에 많은 문제점이 있었던 아버지의 부재 그리고 어머니의 잦은 여행으로 모디아노는 정부의 도움으로 중등교육을 마쳐야만 했다. 이것은 나이 10살에 질병으로 죽은 모디아노의 형제, 루디와의 각별한 유대 관계를 초래했다. 이 실종은 작가의 유년 시절의 끝을 알리고 모디아노는 이 시점 동안 표시된 향수를 지속해 왔다.
모디아노는 쥐앙조사 (Jouy-en-Josas)에 있는 몽셀 초등학교(École du Montcel), 오트사부아에 있던 생조제프 드 톤 중학교 (Collège Saint-Joseph de Thônes), 파리에 있는 앙리콰트르 고등학교(Lycée Henri-IV)에서 공부했다. 모디아노가 앙리콰트르 고등학교에 있는 동안 어머니의 친구이자 작가인 레몽 퀘노 (Raymond Queneau)에게서 기하학을 수업했다. 모디아노는 안시에서 학사 학위를 받았지만 고등교육을 더는 받지 않았다.

## 활동
Zazie dans le métro의 저자인 퀘노와의 만남은 중요했다. 모디아노는 퀘노에 의해 문학계에 소개되었고 이것은 문학 전문 출판사인 에디시옹 가이마르 (Éditions Gallimard)가 주최하는 칵테일 파티에 참석할 좋은 기회였다. 모디아노는 1968년에 자신의 첫 번째 소설 『La Place de l’Étoile』을 이 출판사와 발표했다.
2010년에 『La Place de l'Étoile』의 독역본이 출간되고 모디아노는 German Preis der SWR-Bestenliste상을 받았다. 『La Place de l'Étoile』는 아직 영역되어 출간되지 않았다.
1973년 모디아노는, 프랑스 레지스탕스에 참여하길 거절당한 후 프랑스 게슈타포에 참여하는 소년에 포커스를 맞춘, 루이스 말레가 감독한 영화 「Lacome Lucien」의 각본을 공동 집필했다. 이 영화는 당시 주인공의 정치 참여 정당성 부족으로 말미암아 많은 논란을 환기했다.
1970년 9월 12일 모디아노는 Dominique Zerhfuss와 결혼한다. 슬하에 두 딸 Zina와 Marie가 있다.

## 참고 문헌
- La Place de l'Étoile (1968)
- La Ronde de nuit (1969); 영어판: Night Rounds (1971, Alfred A. Knopf, New York)
- Les Boulevards de ceinture (1972) (Grand prix du roman de l'Académie française); 영어판: Ring Roads (1974, Gollancz, London)
- Lacombe Lucien (1974) 영화, Louis Malle과 공동집필. English translation: Lacombe, Lucien: The Complete Scenario of the Film (1975, Viking, New York) The film Lacombe, Lucien is available on DVD.
- Villa triste (1975)
- Livret de famille (1977)
- Rue des boutiques obscures (1978) (Prix Goncourt); English translation: Missing Person (1980, Jonathan Cape, London)
- Une Jeunesse (1981)
- Memory Lane (1981, drawings by Pierre Le* Tan)
- De si braves garçons (1982)
- Quartier Perdu (1984); English translation: A Trace of Malice (1988, Aidan Ellis, Henley* on* Thames)
- Dimanches d'août (1986)
- Catherine Certitude (1988) (illustrated by Sempé); English translation: Catherine Certitude (2000, David R. Godine, Boston)
- Remise de Peine (1988)
- Vestiaire de l'enfance (1989)
- Voyage de noces (1990); English translation: Honeymoon (1992, Harvill/HarperCollins, London)
- Fleurs de Ruine (1991)
- Un Cirque passe (1992)
- Chien de printemps (1993)
- Du plus loin de l'oubli; English translation: Out of the Dark (1998, Bison Books/University of Nebraska Press, Lincoln)
- Dora Bruder (1997); English translations: Dora Bruder (1999, University of California Press, Berkeley), The Search Warrant (2000, Harvill Press, Boston; Random House, London)
- Des inconnues (1999)
- La Petite Bijou (2001)
- Accident nocturne (2003)
- Un pedigree (2004)
- Dans le café de la jeunesse perdue (2007)
- L'Horizon (2010)